# Kanton Bourbon-l'Archambault
Kanton Bourbon-l'Archambault (fr. Canton de Bourbon-l'Archambault) je francouzský kanton v departementu Allier v regionu Auvergne. Tvoří ho osm obcí.

## Obce kantonu
- Bourbon-l'Archambault
- Buxières-les-Mines
- Franchesse
- Saint-Aubin-le-Monial
- Saint-Hilaire
- Saint-Plaisir
- Vieure
- Ygrande